# Аббас-Мирза
Абба́с-Мирза́ (20 августа 1789 — 25 октября 1833) — государственный и военный деятель Каджарского Ирана, с 1816 года — наследник престола (Наиб-ас-Салтанат).

## Биография
Родился 20 августа 1789 года в Мазендеране. Второй сын Фетх Али-шаха Каджара, принц Каджарской династии, по матери также из тюркского дворянского дома Девели (матерью Аббаса-мирзы была Асья-бейим ханым Фатали хан гызы Девели).

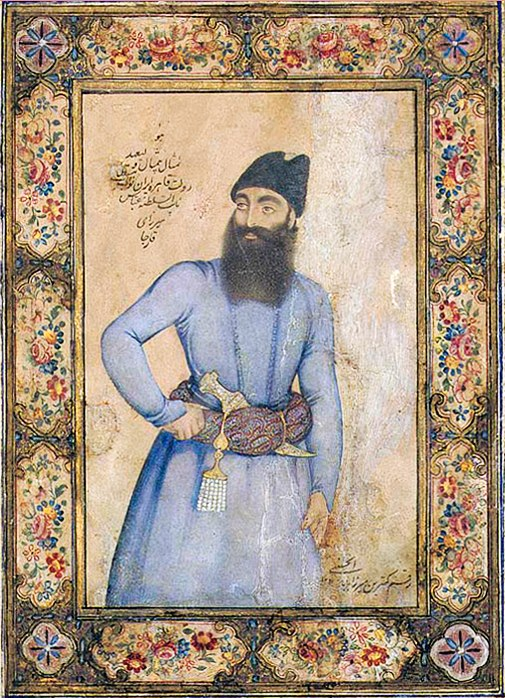
Аббас-Мирза

Был назначен наследником престола помимо старшего брата Мухаммеда-Али, рождённого от грузинской рабыни-наложницы. С детства был наместником в Азербайджане. Отличался умом, талантом и приятным обхождением. Свою первую победу на поле боя Аббас Мирза Каджар одержал в девять лет, над курдами из племени Думбули.

### Внутренняя политика
Так как большинство каджаров поддерживало Аббаса, по этой причине Фатали шах назначил Аббаса Мирзы губернатором Азербайджана, где господствовал тюркский элемент. Пытался реорганизовать персидскую армию по европейскому образцу с помощью английских и французских инструкторов. Руководил управлением внутренней и внешней политики Ирана. Аббас Мирза проводил лето в Тебризе, а зиму в Хое. Его окружение состояло из азербайджанцев. Российское и британское посольства располагались при его дворе в Тебризе. Тебриз пришёл в упадок до незначительного городка, когда наследный принц Аббас Мирза был назначен правителем Азербайджана и сделал его своей столицей. После того как он переехал в этот город, он жил в нём 4 года и защищал государственные границы против русских. За это время он укрепил и украсил городские стены, основал новый майдан и возвёл несколько новых зданий. В самом деле, до этого не было подходящего места для его проживания, и все вельможи, приставленные к его двору, были обязаны возвести дома для своего размещения. Аббас Мирза проводил успешные реформы. Им вдохновлялись Афганистан и Бухарский эмират, которые проводили те же реформы.
Большинство нововведений и реформ Аббаса были сосредоточены на военной сфере. Новая армия была в значительной степени организована вокруг введения в значительных масштабах порохового оружия, включая современных мушкетов того времени. Войска были набраны из кызылбашей, которые составляли ядро армии. Аббас пытался улучшить отношение солдат к новой армии путём наград — более высоким жалованием за звание и должность, земельными пожалованиями и золотыми и серебряными медалями. Он помещал себя под командование своих иностранных офицеров, когда принимал участие в учениях пехоты м артиллерии и признавал полноту власти этих офицеров в дисциплинизации войск. Александр Грибоедов писал об армии Аббаса Мирзы:
Аббас-Мирза предоставил Махмуд-Паше все, что смог спешно набрать: два батальона сарбазов, афшарскую конницу и две пушки; для последних я дал тех лошадей, на которых я приехал сюда. Войско это выступает завтра, и ему приказано отнюдь не переступать турецкой границы.

### Внешняя политика
Аббас-Мирза ловко направлял кызылбашей против врагов, и его военные успехи дали ему огромный престиж. С его новой армией он разгромил узбеков на востоке, восстановив старую границу на Амударье, и разгромил османов на западе. Он дважды брал Багдад. Для того, чтобы закрепить свои победы, он переселил в Хорасан большое количество кызылбашей из числа каджары и афшары, для службы в качестве защитников новых границ.

#### Война с Россией (1804—1813)
Руководство армией был доверено Аббасу с началом войны, когда ему было 15 лет, но поначалу реальным командующим был Сулейман хан, двоюродный брат Ага Мухаммеда Каджара. После того, как Аббас подрос, он принял командование на себя, погрузившись в военные дела, демонстрируя свою храбрость рискуя жизнью в битвах, и наказывая офицеров за трусость. Персидский наследный принц Аббас-Мирза был разбит отрядом полковника Карягина на Дзегамской равнине (между реками Дзегам и Шамхор), в кампании 1805 года. По итогам войны Персия потеряла контроль над своими северными территориями.

#### Война с Россией (1826—1828)
В 1826 году Фетх Али-шах, по внушениям Аббаса-Мирзы, попытался вернуть утраченные территории, и так снова началась русско-персидская война. Принц сражался весьма мужественно, но всё же проиграл войну России и был принужден заключить в 1828 году мир в Туркманчае.

#### Последние годы
В 1829 году Аббас-Мирза ездил в качестве иранского посланника в Санкт-Петербург с целью урегулировать русско-иранские отношения после гибели Грибоедова. В 1833 году европейцы рассматривали Аббаса Мирзу, как единственного человека способного на национальное возрождение.
В 1830—1832 годах Аббас подавил восстания в Йезде и Кирмане, а также восстановил порядок в Хорасане и разбил туркмен при Серахсе. Аббас Мирза имел конфликт с афганским правителем Герата, Камраном Мирзой. Последний угрожал напасть на владения Каджаров, но успех Аббаса Мирзы в его хорасанских кампаниях привёл к принятию определённых обязательств со стороны Камрана Мирзы, главными из которых были разрушение крепости Гуриан, возвращение определённых семей в отечество и ежегодная выплата шаху суммы в 10 000 туманов. Поскольку гератский принц не выполнил все эти обязательства, то шах Мухаммед имел право добиваться сатисфакции оружием. В 1833 году сын Аббаса Мирзы, Мухаммед Мирза, осадил Герат, но отступил после смерти отца.
Аббас Мирза после Туркманчайского договора проследовал в Хорасан, где согласно имперскому фирману (указу) он должен был уничтожить афганцев и мятежников. Он взял Амирабад, Туршиз, Гучан, Турбат, Серахс и приготовился атаковать Герат. Однако в октябре 1833 года он умер в Мешхеде.

## Дети
- Мохаммед-шах Каджар — унаследовал престол деда.
- Хозрев-Мирза — был ослеплён по приказу предыдущего.
- Каджар, Бахман Мирза — родоначальник ветви Каджаров, служивших в российской армии.